# Phrudocentra catenata
Phrudocentra catenata là một loài bướm đêm trong họ Geometridae.